# Magie rose (film)
Pour l'album, voir Magie rose.
Pour plus de détails, voir Fiche technique et Distribution.
Magie rose (Love at Stake) est un film américain réalisé par John Moffitt, sorti en 1987.

## Synopsis
Le maire d'une ville condamne des innocents au motif de sorcellerie pour leur voler leurs biens, mais de véritables sorcières apparaissent.

## Fiche technique
- Titre : Magie rose
- Titre original : Love at Stake
- Réalisation : John Moffitt
- Scénario : Lanier Laney et Terry Sweeney
- Musique : Charles Fox
- Photographie : Mark Irwin
- Montage : Danford B. Greene
- Production : Michael Gruskoff
- Société de production : Hemdale
- Société de distribution : TriStar Pictures (États-Unis)
- Pays de production :  États-Unis
- Genre : Comédie
- Durée : 86 minutes
- Dates de sortie : 
  - États-Unis : 1er août 1987

## Distribution
- Patrick Cassidy : Miles Campbell
- Kelly Preston : Sara Lee
- Georgia Brown : Widow Chastity
- Barbara Carrera : Faith Stewart
- Bud Cort : Parson Babcock
- Annie Golden : Abigail
- David Graf : Nathaniel
- Audrie Neenan : Mme. Babcock
- Stuart Pankin : le juge Samuel John
- Dave Thomas : le maire Upton
- Anne Ramsey : la vieille sorcière
- Mary Hawkins : Priscilla Upton
- Jackie Mahon : Belinda Upton
- Norma MacMillan : tante Deliverance Jones
- Joyce Brothers : Dr. Joyce Brothers
- Marshall Perlmuter : M. Newberry
- Anna Ferguson : Mme. Newberry
- Catherine Gallant : Constance Van Buren
- Elaine Wood : Mme. Ogelthorpe

## Accueil
Le film a reçu la note de 1,5/5 sur AllMovie.

## Box-office
Le film a rapporté 61 789 dollars au box-office.